# Station Shenzhen North
Shenzhen North is een trein- en metrostation in Shenzhen in China. Op dit moment stoppen de Guangzhou-Shenzhen-Hong Kong Express Rail Link en de Hangzhou-Fuzhou-Shenzhen Passenger Line hier. Ook de metrolijnen Longhualijn, de Huanzhonglijn en in de toekomst de Guangminglijn stoppen hier.

## Weergave van de metrogedeelte
| Verdieping 2 (Longhualijn)    |                         |                               |                               |
| ↓ Richting Futian Checkpoint  | ←Perron 1 →Perron 2     | ←Perron 1 →Perron 2           | ↑ Richting Qinghu             |
| Volgende station: Baishilong  | ←Perron 1 →Perron 2     | ←Perron 1 →Perron 2           | Volgende station: Hongshan    |
|                               |                         |                               |                               |
| Verdieping -2 (Huanzhonglijn) |                         |                               |                               |
| Perron 1                      |                         |                               |                               |
| ← Richting Qianhaiwan         | ← Richting Qianhaiwan   | Volgende station: Changlingpi | Volgende station: Changlingpi |
| → Richting Huangbeiling       | → Richting Huangbeiling | Volgende station: Minzhi      | Volgende station: Minzhi      |
| Perron 2                      |                         |                               |                               |

Futian Checkpoint · Fumin · Convention & Exhibition Center · Civic Center · Children’s Palace · Lianhua North · Shangmeilin · Minle · Baishilong · Shenzhen North · Hongshan · Shangtang · Longsheng · Longhua · Qinghu